# Nahuel Gallardo
Nahuel Ezequiel Gallardo (Buenos Aires, 9 de mayo de 1998) es un futbolista argentino. Juega como defensor y actualmente milita en Delfín Sporting Club de la Serie A de Ecuador.
Es hijo de Marcelo Gallardo, quien lo dirigió durante su etapa en River entre 2017 y 2020. Es hermano de Matías Gallardo y Santino Gallardo.

## Trayectoria

### River Plate
Debutó el 28 de octubre de 2017 en la derrota de River Plate frente a Talleres por 4-0, iniciando el encuentro como titular.
Se consagró campeón de la Copa Libertadores 2018. Estuvo presente durante la entrega del trofeo en la la final ganada contra Boca Juniors en el Santiago Bernabéu. No estuvo entre los suplentes del equipo por una lesión.
En total, ganó con River Plate la Copa Argentina 2016-17, la Supercopa Argentina 2017, la Copa Libertadores 2018, la Recopa Sudamericana 2019 y la Copa Argentina 2018-19.

### Defensa y Justicia
El 31 de enero de 2020 fue cedido a Defensa y Justicia hasta junio de 2021.
El 23 de enero de 2021 obtuvo su primer título como jugador de Defensa y Justicia, tras ganar la final de la Copa Sudamericana 2020 por 3 a 0 ante Lanús. Luego se consagró campeón de la Recopa Sudamericana 2021.

### Colón
El 15 de julio de 2021 fue cedido a Colón hasta diciembre de 2022. En el club santafesino jugó 16 partidos.

### Once Caldas
El 12 de julio de 2022 fue cedido al club colombiano hasta junio de 2023.

### Sarmiento de Junín
El 22 de agosto de 2023, se convirtió en refuerzo de Sarmiento de Junín de la Liga Profesional, donde firmó por 18 meses después de haber rescindido su contrato con River Plate.

### Independiente Rivadavia
En junio de 2024 rescinde su contrato con Sarmiento y llega con el pase en su poder al club mendocino.

### Delfín S. C.
En enero de 2025 llegó libre al club ecuatoriano Delfín Sporting Club de la Primera División de ese país.

## Estadísticas

### Clubes
- Actualizado hasta el 15 de agosto de 2025.

| Club | Div.                | Temporada           | Liga  | Liga  | Liga   | Copas Nacionales (1) | Copas Nacionales (1) | Copas Nacionales (1) | Copas Internacionales (2) | Copas Internacionales (2) | Copas Internacionales (2) | Total | Total | Total  | Medida goleadora(3) |
| Club | Div.                | Temporada           | Part. | Goles | Asist. | Part.                | Goles                | Asist.               | Part.                     | Goles                     | Asist.                    | Part. | Goles | Asist. | Medida goleadora(3) |
| --- | ------------------- | ------------------- | ----- | ----- | ------ | -------------------- | -------------------- | -------------------- | ------------------------- | ------------------------- | ------------------------- | ----- | ----- | ------ | ------------------- |
| River Plate Argentina | 1.ª                 | 2017-18             | 1     | 0     | 0      | 0                    | 0                    | 0                    | -                         | -                         | -                         | 1     | 0     | 0      | 0,00                |
| River Plate Argentina | 1.ª                 | 2018-19             | 4     | 0     | 1      | 0                    | 0                    | 0                    | 0                         | 0                         | 0                         | 4     | 0     | 1      | 0,00                |
| River Plate Argentina | 1.ª                 | 2019-20             | 2     | 0     | 0      | 0                    | 0                    | 0                    | 0                         | 0                         | 0                         | 2     | 0     | 0      | 0,00                |
| River Plate Argentina | Total club          | Total club          | 7     | 0     | 1      | 0                    | 0                    | 0                    | 0                         | 0                         | 0                         | 7     | 0     | 1      | 0,00                |
| Defensa y Justicia Argentina | 1.ª                 | 2019-20             | 0     | 0     | 0      | 1                    | 0                    | 0                    | -                         | -                         | -                         | 1     | 0     | 0      | 0,00                |
| Defensa y Justicia Argentina | 1.ª                 | 2020                | -     | -     | -      | 9                    | 0                    | 1                    | 1                         | 0                         | 0                         | 10    | 0     | 0      | 0,00                |
| Defensa y Justicia Argentina | 1.ª                 | 2021                | -     | -     | -      | 2                    | 0                    | 0                    | 5                         | 0                         | 1                         | 7     | 0     | 1      | 0,00                |
| Defensa y Justicia Argentina | Total club          | Total club          | 0     | 0     | 0      | 12                   | 0                    | 1                    | 6                         | 0                         | 1                         | 18    | 0     | 2      | 0,00                |
| Colón Argentina | 1.ª                 | 2021                | 9     | 0     | 0      | -                    | -                    | -                    | -                         | -                         | -                         | 9     | 0     | 0      | 0,00                |
| Colón Argentina | 1.ª                 | 2022                | 0     | 0     | 0      | 5                    | 0                    | 0                    | 2                         | 0                         | 0                         | 7     | 0     | 0      | 0,00                |
| Colón Argentina | Total club          | Total club          | 9     | 0     | 0      | 5                    | 0                    | 0                    | 2                         | 0                         | 0                         | 16    | 0     | 0      | 0,00                |
| Once Caldas · Colombia | 1.ª                 | 2022                | 8     | 0     | 0      | -                    | -                    | -                    | -                         | -                         | -                         | 8     | 0     | 0      | 0,00                |
| Once Caldas · Colombia | 1.ª                 | 2023                | 9     | 0     | 0      | -                    | -                    | -                    | -                         | -                         | -                         | 9     | 0     | 0      | 0,00                |
| Once Caldas · Colombia | Total club          | Total club          | 17    | 0     | 0      | 0                    | 0                    | 0                    | 0                         | 0                         | 0                         | 17    | 0     | 0      | 0,00                |
| Sarmiento (J) Argentina | 1.ª                 | 2023                | -     | -     | -      | 6                    | 0                    | 0                    | -                         | -                         | -                         | 6     | 0     | 0      | 0,00                |
| Sarmiento (J) Argentina | 1.ª                 | 2024                | 2     | 0     | 0      | 3                    | 0                    | 0                    | -                         | -                         | -                         | 5     | 0     | 0      | 0,00                |
| Sarmiento (J) Argentina | Total club          | Total club          | 2     | 0     | 0      | 9                    | 0                    | 0                    | 0                         | 0                         | 0                         | 11    | 0     | 0      | 0,00                |
| Independiente Rivadavia Argentina | 1.ª                 | 2024                | 1     | 0     | 0      | -                    | -                    | -                    | -                         | -                         | -                         | 1     | 0     | 0      | 0,00                |
| Independiente Rivadavia Argentina | Total club          | Total club          | 1     | 0     | 0      | 0                    | 0                    | 0                    | 0                         | 0                         | 0                         | 1     | 0     | 0      | 0,00                |
| Delfín S. C. · Ecuador | 1.ª                 | 2025                | 20    | 1     | 2      | 0                    | 0                    | 0                    | -                         | -                         | -                         | 20    | 1     | 2      | 0.05                |
| Delfín S. C. · Ecuador | Total club          | Total club          | 20    | 1     | 2      | 0                    | 0                    | 0                    | 0                         | 0                         | 0                         | 20    | 1     | 2      | 0.05                |
| Total en su carrera | Total en su carrera | Total en su carrera | 56    | 1     | 3      | 26                   | 0                    | 1                    | 8                         | 0                         | 1                         | 90    | 1     | 5      | 0.01                |
| (1) Las copas nacionales se refiere a la Copa Argentina, la Copa Superliga, la Copa de la Liga Profesional y la Copa Ecuador. (2) Las copas internacionales se refiere a la Copa Libertadores y la Copa Sudamericana. (3) Media de goles por encuentro. No incluye goles en partidos amistosos. |                     |                     |       |       |        |                      |                      |                      |                           |                           |                           |       |       |        |                     |

## Palmarés

### Campeonatos nacionales
| Título         | Club        | País      | Año  |
| -------------- | ----------- | --------- | ---- |
| Copa Argentina | River Plate | Argentina | 2017 |
| Copa Argentina | River Plate | Argentina | 2019 |

### Campeonatos internacionales
| Título              | Club               | Sede         | Año  |
| ------------------- | ------------------ | ------------ | ---- |
| Copa Libertadores   | River Plate        | Madrid       | 2018 |
| Recopa Sudamericana | River Plate        | Buenos Aires | 2019 |
| Copa Sudamericana   | Defensa y Justicia | Córdoba      | 2020 |
| Recopa Sudamericana | Defensa y Justicia | Brasilia     | 2021 |